# Television i Spanien
| Spaniens statliga TV-bolag heter TVE. T.v.: logotypen 1962–91, t.h. den från 2008. |  | Spaniens statliga TV-bolag heter TVE. T.v.: logotypen 1962–91, t.h. den från 2008. |
| Spaniens statliga TV-bolag heter TVE. T.v.: logotypen 1962–91, t.h. den från 2008. |  |                                                                                    |

| Privatägda Antena 3 och Telecinco är två av de största TV-kanalerna. |  | Privatägda Antena 3 och Telecinco är två av de största TV-kanalerna. |
| Privatägda Antena 3 och Telecinco är två av de största TV-kanalerna. |  |                                                                      |

| De regionala TV-kanalerna TV3 (Katalonien) och ETB 1 (Baskien) startade båda 1983. |  | De regionala TV-kanalerna TV3 (Katalonien) och ETB 1 (Baskien) startade båda 1983. |
| De regionala TV-kanalerna TV3 (Katalonien) och ETB 1 (Baskien) startade båda 1983. |  |                                                                                    |

Televisionen i Spanien föddes 1956 genom starten av den första TV-kanalen, TVE. Under 1980-talet etablerades både regionala och privata TV-kanaler. Sedan 2010 sänds all spansk TV digitalt.
De största TV-kanalerna i Spanien är Telecinco (hos Mediaset España), Antena 3 (hos Atresmedia), La 1 (statsägda RTVE), La Sexta (Atresmedia) och Cuatro (Mediaset España) samt temakanaler och regionala public service-bolag i Spaniens autonoma regioner, som skulle tillsammans vara de fjärde och femte största kanalerna.
På senare årtionden har statstelevisionen förlorat sin ledande ställning till främst de båda privata TV-bolagen Mediaset och Atresmedia.

## Historia

### Bakgrund
Den första kanalen, Televisión Española (TVE) (Televisionen i Spanien), startade den 28 oktober 1956 under Francisco Francos regim. Tre år senare ökades kanalen till att täcka alla större spanska städer, och från 1962 var den rikstäckande. Tre år senare ökades kanalen till att täcka alla större spanska städer. 1963 startades en andra kanal, och de två kanalerna blev kända som La Primera och La Dos. Numera (2015) har det statliga RTVE fem rikstäckande TV-kanaler.
Färg-TV-sändningar startades 1974, efter att man i två års tid testat tekniken. Sedan 1977 sänds alla TV-program i färg. Året efter infördes även TV-reklam i färg.

### Regionala och privata kanaler
Med början 1982 etablerades TV-kanaler för 13 av landets 17 autonoma regioner. Dessa kanaler ingick i RTVE:s public service-utbud och kontrolleras av respektive regionregering. Endast Navarra, Cantabria och La Rioja saknar egna regionala public service-kanaler. Aktuellt är Katalanska CCMA det största och mest framgångsrika av dessa bolag, och bolagets huvudkanal TV3 är TV-kanalen i regionen med störst tittarandel.
Den första nationella privata TV-kanalen, Antena 3 startade 1989, följd av Telecinco och Canal+ 1990. Den största privata TV-entreprenören är Mediaset España Comunicación, vilken ingår i den italienskägda Mediaset-koncernen. På senare år har Telecinco, Antena 3 och Quatro varit de mest populära privata kanalerna.
Den ekonomiska krisen efter 2008 har fått kännbara följder för de spanska public service-kanalerna. 2013 stängde regionregeringen i Valencia RTVE:s kanaler i regionen (se Radiotelevisió Valenciana), vilket gjorde 1 700 medarbetare arbetslösa.

### Senare år
RTVE:s kanaler är sedan 2010 reklamfria och helt finansierade med skattemedel. Detta gäller dock inte i bland annat Katalonien, där det regionstyrda TV-bolaget för en aktiv mediepolitik och bekostar sina olika kanalsatsningar med både skattemedel och reklamintäkter.[källa behövs]
Det analoga TV-nätet släcktes 2010, och därefter sker distributionen via marksänd digital-TV, kabel-TV eller satellit-TV, kompletterat med TV-sändningar via Internet. Samma år infördes en ny audiovisuell lag, där både radio och television definierades som kommersiella tjänster. Fram till dess hade marksänd TV betraktats som en grundläggande samhällstjänst.
Det på senare år vildvuxna spanska TV-utbudet minskades något 2014. Det året tvangs ett antal TV-kanaler stänga, eftersom deras sändningsfrekvenser behövdes till introduktionen av 4G-telefoni.

## Stora och små kanaler

### Nationella TV-bolag
Spaniens TV-utbud är numera dominerat av flera stora kommersiella TV-bolag. Privatägda Telecinco och Antena 3 är återkommande de två kanalerna med störst tittarandel, följt av systerkanalerna Quatro och La Sexta samt public service-kanalen La Primera. Den sistnämnda, spanska statstelevisionens "flaggskepp", hade under 2014 i snitt 10,0 procents tittarandel, vilket var lägre än någon tidigare uppmätt siffra. Samtidigt hade de fyra största kommersiella kanalerna 14,5 (Telecinco), 13,6 (Antena 3), 7,2 (La Sexta) och 6,8 (Cuatro) procents tittarandel.

### Regionala TV-bolag
De autonoma regionernas public service-kanaler har ofta en relativt låg tittarandel (i respektive region), och kritik riktas ibland mot mängden skattepengar som satsas på TV-produktioner för få tittare. Katalanska CCMA är det största och mest framgångsrika av dessa bolag, och bolagets huvudkanal TV3 är TV-kanalen i regionen med störst tittarandel (cirka 18 procents tittarandel år 2013). Av de övriga hade endast bolagen i Baskien, Galicien och Aragonien då över 10 procent av tittarna. 2014 hade de regionala public service-bolagen en tittarandel på i snitt 8,7 procent, en andel som ett år senare sjunkit till 8,0 procent.
Samtidigt är regionernas public service-produktion ofta en viktig del i det regionala kulturlivet, och de spelar stor roll för Spaniens minoritetsspråk. De autonoma kanalerna fungerar på papperet som del av TVE:s regionala TV-utbud, men ekonomiskt är de autonoma kanalerna närmare kopplade till de olika regionstyrena. Detta innebär att de ibland kan ses som en regional röst mot Spaniens centrala styre. I exempelvis Katalonien tilldelas exempelvis dess regionala TV-bolag sina medel från regionstyret. Vissa större regional-TV-bolag har en stor budget, och den hos katalanska CCMA är till och med större än statsägda RTVE.
År 2015 fördelade de sex största regionstyrena cirka 674 miljoner euro till sina respektive TV-bolag. Summan motsvarade ungefär 90 procent av de olika programbolagens budgetar, eftersom en del bolag har intäkter från TV-reklam.
Många av de regionala TV-bolagen har stora skulder, inklusive CCMA i Katalonien och Madridregionens EPRTM. 2015 ledde de stora skulderna i Valenciaregionens RRTV till att regionstyret helt enkelt lade ner bolaget. EPRTM:s skuldberg har hotat att leda till samma utveckling. I en del regioner, inklusive i Baskien, har dock själva regionen tagit på sig bolagens skulder. De flesta region-TV-bolag har under det tidiga 2010-talets spanska skuldkris fått skära ner rejält på ekonomin, och flera andra av de mindre bolagen (inklusive det i Murciaregionen) löper risken att helt försvinna. I vissa fall har man också diskuterat möjligheten att privatisera vissa av de offentligägda bolagen.
När de regionala public service-bolagen föddes på 1980-talet närdes stora förhoppningar om ett ökat tittarintresse för TV med lokal förankring. Dessa förhoppningar har i tider med sjunkande tittarsiffror och starka privata mediekoncerner blivit nedtonade. Undersökningar har visat att TV-bolagens tittarsiffror och de satsade medlen på TV-produktion ofta går hand i hand; Kataloniens CCMA ligger högst i båda fallen.
Den politiska färgen i respektive regionstyre har genom åren också spelat viss roll för satsningarna på region-TV-bolagen. I regioner med Partido Popular-styre har oftast mindre andel medel lagts på de regionala public service-bolagen, något som i vissa fall lett till "onda spiraler". Valenciaregionen förlorade i november 2013, som första region i Spanien, sitt regionalpråkliga public service-bolag (RTVV). Regionen hade då styrts av Partido Popular i över två årtionden.

## Budget och tittarandelar

### Nationell TV
Budgetsiffrorna är för 2013, tittarsiffror för (september) 2013.
- Mediaset España Comunicación – – 29,3 %
- Atresmedia – – 29,0 %
- RTVE – 293 milj. euro[11] –

### Regional-TV[a]
September 2013 var den totala tittarandelen för de regionala public service-TV-bolagen på 8,6 procent.
| Bolag  | Region              | Budget (bidrag i milj.) | Budget (bidrag i milj.) | Tittarandel (i resp. region) | Tittarandel (i resp. region) | TV-kanaler                                          |
| Bolag  | Region              | 2013                    | 2015                    | 2012                         | sep. 2013                    | TV-kanaler                                          |
| ------ | ------------------- | ----------------------- | ----------------------- | ---------------------------- | ---------------------------- | --------------------------------------------------- |
| CCMA   | Katalonien          | 296 milj. (225)         | 301 milj. (225)         | 14,3 %                       | 18,0 %                       | TV3, 33/Súper3, 3/24, Esport 3                      |
| RTVA   | Andalusien          | 138 milj.               | 164 milj. (112)         | 10,1 %                       | 9,1 %                        | Canal Sur, Canal Sur 2                              |
| EITB   | Baskien             | 122 milj. (105)         | 125 milj. (110)         |                              | 11,8 %                       | ETB1, ETB2, ETB3, ETB4, Canal Vasco                 |
| CRTVG  | Galicien            | 94 milj.                | 96 milj. (90)           | 11,5 %                       | 12,5 %                       | Televisión de Galicia, G2, GTV América y GTV Europa |
| RTVV   | Valenciaregionen    | 87 milj.                |                         |                              | 4,3 %                        | Canal9, Canal Nou Dos, Canal Nou 24                 |
| EPRTM  | Madridregionen      | 71 milj.                | 80 milj. (70)           |                              | 4,3 %                        | Telemadrid, La Otra                                 |
| CARTV  | Aragonien           | 47 milj. (42)           |                         | 11,3 %                       | 11,3 %                       | Aragón TV (startad 2006)                            |
| RTVCM  | Kastilien-La Mancha | 44 milj. (39)           | 42 milj. (36)           |                              | 5,0 %                        | Castilla-La Mancha Televisión                       |
| RTVC   | Kanarieöarna        | 39 milj. (33)           |                         |                              |                              | Televisión Canaria                                  |
| EPRTIB | Balearerna          | 31 milj. (30)           |                         |                              | 6,0 %                        | IB3                                                 |
| CEXMA  | Extremadura         | 25 milj.                |                         |                              |                              | Canal Extremadura Televisión                        |
| RTPA   | Asturien            | 23 milj. (20)           |                         |                              | 6,1 %                        | TPA, TPA2                                           |
| RTRM   | Murcia              | 8 milj.                 |                         |                              |                              | 7 Región de Murcia                                  |

- Källor: 2012/2013,[11][4] sep. 2013,[10] 2015[8]